# Нумана
Нумана (итал. Numana) — коммуна в Италии, располагается в регионе Марке, в провинции Анкона.
Население составляет 3663 человека (2008 г.), плотность населения составляет 337 чел./км². Занимает площадь 11 км². Почтовый индекс — 60026. Телефонный код — 071.
Покровителями коммуны почитаются Господь Иисус Христос, празднование 6 мая, и святой Иоанн Креститель.

## Демография
Динамика населения:

## Администрация коммуны
- Официальный сайт: http://www.comune.numana.an.it/ Архивная копия от 30 марта 2010 на Wayback Machine